# Jestem najlepsza. Ja, Tonya
Jestem najlepsza. Ja, Tonya (ang. I, Tonya) – amerykański film biograficzny z gatunku dramat z 2017 roku w reżyserii Craiga Gillespie opowiadający o życiu łyżwiarki figurowej Tonyi Harding, która w 1994 roku była uwikłana w incydent, w którym ucierpiała jej główna rywalka, Nancy Kerrigan. W rolę tytułową wcieliła się australijska aktorka Margot Robbie.
Premiera filmu odbyła się 8 września 2017 podczas 42. Międzynarodowego Festiwalu Filmowego w Toronto. Trzy miesiące później, 8 grudnia, obraz trafił do kin na terenie Stanów Zjednoczonych. W Polsce premiera filmu odbyła się 2 marca 2018.

## Fabuła
Akcja filmu rozpoczyna się w latach 70. XX wieku w Portlandzie w stanie Oregon. Czteroletnia Tonya Harding zostaje zmuszona przez swoją matkę, LaVonę (Allison Janney), do jazdy na łyżwach. Gdy dziewczynka dorasta, matka zabiera ją ze szkoły, aby mogła skupić się na swojej karierze łyżwiarskiej. Harding trenuje pod okiem Diane Rawlinson (Julianne Nicholson), a wkrótce staje się jedną z najlepszych łyżwiarek figurowych w Stanach Zjednoczonych.
6 stycznia 1994 roku w Detroit rywalka Tonyi (Margot Robbie) pochodząca z Woburn medalistka olimpijska Nancy Kerrigan zaczyna trenować na lodowisku. Gdy kobieta schodzi do szatni po zakończonym treningu, wynajęty przez Tonyę nieznany mężczyzna uderza ją metalowym prętem w kolano. Uraz może wykluczyć Kerrigan z udziału w igrzyskach olimpijskich w Lillehammer. Następnego dnia w eliminacjach wygrywa jej największa rywalka, Tonya. Obie łyżwiarki jadą na igrzyska olimpijskie w Norwegii. Tymczasem FBI podejrzewa, że to Jeff Gillooly (Sebastian Stan), były mąż Harding, i jego wspólnik Shawn Eckardt zorganizowali napaść na Nancy.

## Obsada
- Margot Robbie jako Tonya Harding
- Sebastian Stan jako Jeff Gillooly
- Allison Janney jako LaVona Fay Golden
- Julianne Nicholson jako Diane Rawlinson
- Caitlin Carver jako Nancy Kerrigan
- Bojana Novakovic jako Dody Teachman
- Paul Walter Hauser jako Shawn Eckhardt
- Bobby Cannavale jako Martin Maddox
- Dan Triandiflou jako Bob Rawlinson
- Ricky Russert jako Shane Stant
- Mckenna Grace jako młoda Tonya Harding
- Maizie Smith jako Tonya Harding w wieku 4 lat

## Produkcja
Zdjęcia do filmu kręcono w Atlancie w stanie Georgia.

## Odbiór

### Box office
Z dniem 18 lutego 2018 roku film Jestem najlepsza. Ja, Tonya zarobił 30 milionów dolarów w Stanach Zjednoczonych i Kanadzie oraz 23,8 miliona dolarów w pozostałych państwach; łącznie 53,8 miliona dolarów.

### Krytyka w mediach
Film Jestem najlepsza. Ja, Tonya spotkał się z pozytywną reakcją krytyków. W serwisie Rotten Tomatoes 89% z trzystu  sześćdziesięciu dwóch recenzji filmu jest pozytywne (średnia ocen wyniosła 7,73 na 10). Na portalu Metacritic średnia ocen z 47 recenzji wyniosła 77 punktów na 100.

### Nagrody i nominacje
| Rok  | Miejsce                                                      | Nagroda    | Kategoria                                | Odbiorcy i nominowani                 | Wynik     |
| ---- | ------------------------------------------------------------ | ---------- | ---------------------------------------- | ------------------------------------- | --------- |
| 2018 | 71. ceremonia wręczenia nagród Brytyjskiej Akademii Filmowej | BAFTA      | Najlepsza aktorka drugoplanowa           | Allison Janney                        | wygrana   |
| 2018 | 71. ceremonia wręczenia nagród Brytyjskiej Akademii Filmowej | BAFTA      | Najlepsza aktorka pierwszoplanowa        | Margot Robbie                         | nominacja |
| 2018 | 71. ceremonia wręczenia nagród Brytyjskiej Akademii Filmowej | BAFTA      | Najlepszy scenariusz oryginalny          | Steven Rogers                         | nominacja |
| 2018 | 71. ceremonia wręczenia nagród Brytyjskiej Akademii Filmowej | BAFTA      | Najlepsze kostiumy                       | Jennifer Johnson                      | nominacja |
| 2018 | 71. ceremonia wręczenia nagród Brytyjskiej Akademii Filmowej | BAFTA      | Najlepsza charakteryzacja i fryzury      | Deborah La Mia Denaver i Adruitha Lee | nominacja |
| 2018 | 90. ceremonia wręczenia Oscarów                              | Oscar      | Najlepsza aktorka pierwszoplanowa        | Margot Robbie                         | nominacja |
| 2018 | 90. ceremonia wręczenia Oscarów                              | Oscar      | Najlepsza aktorka drugoplanowa           | Allison Janney                        | wygrana   |
| 2018 | 90. ceremonia wręczenia Oscarów                              | Oscar      | Najlepszy montaż                         | Tatiana S. Riegel                     | nominacja |
| 2018 | 22. ceremonia wręczenia Satelitów                            | Satelita   | Najlepszy dramat                         | Jestem najlepsza. Ja, Tonya           | nominacja |
| 2018 | 22. ceremonia wręczenia Satelitów                            | Satelita   | Najlepsza aktorka                        | Margot Robbie                         | nominacja |
| 2018 | 22. ceremonia wręczenia Satelitów                            | Satelita   | Najlepsza aktorka drugoplanowa           | Allison Janney                        | nominacja |
| 2018 | 75. ceremonia wręczenia Złotych Globów                       | Złoty Glob | Najlepsza aktorka drugoplanowa           | Allison Janney                        | wygrana   |
| 2018 | 75. ceremonia wręczenia Złotych Globów                       | Złoty Glob | Najlepsza komedia lub musical            | Jestem najlepsza. Ja Tonya            | nominacja |
| 2018 | 75. ceremonia wręczenia Złotych Globów                       | Złoty Glob | Najlepsza aktorka w komedii lub musicalu | Margot Robbie                         | nominacja |